# What Took You So Long?
What Took You So Long? (em português: "Porque você demorou tanto?") é o segundo single de Emma Bunton, escrito pela cantora em parceria com  Richard Stannard, Julian Gallagher, Martin Harrington, John Themis e Dave Morgan para o álbum A Girl Like Me.

## História
What Took You So Long? foi composta pela cantora Emma Bunton em parceria com Richard Stannard, Julian Gallagher, Martin Harrington, John Themis e Dave Morgan. A canção é baseada no ponto de vista de uma garota abandonada por seu namorado, que agora tenta tê-la de volta.
Lançado em 2 de abril de 2001 na Europa e, em junho em outros países, o single ficou por duas semanas em primeira posição no Reino Unido, permanecendo ainda por onze semanas entre os cinquenta mais vendidos. A canção ainda chegou ao primeiro lugar em outros países como Canadá e Nova Zelândia.
Em sua primeira semana o single vendeu 76.000 cópias, e um total de 250.000 só no Reino Unido, sendo que suas vendas mundiais ultrapassaram os 1.200.000 de exemplares, sendo o quadragésimo quinto mais vendido do ano.

## Videoclipe
O vídeo do single foi dirigido por Greg Masuak, e foi gravado no deserto de Mojave, no estado da Califórnia, Estados Unidos. O vídeo começa com Emma caminhando sozinha por uma estrada vazia em meio ao deserto com uma grande mala de roupas. Dá-se a entender que se passam dias. Por fim aparece um modelo dirigindo uma caminhonete. A cantora seduz o motorista, para ganhar a carona, acabando com a Emma jogando-o para fora, em meio ao deserto, e fugindo sozinha com sua caminhonete.

## Track listing
UK CD single
1. "What Took You So Long?" – 3:59
2. "(Hey You) Free Up Your Mind" – 3:21
3. "Merry-Go Round" – 3:54
4. "What Took You So Long?" (Video)

Europa CD single
1. "What Took You So Long?" - 3:59
2. "Merry-Go Round" - 3:54

## Charts
| Chart (2001)                | Posição |
| --------------------------- | ------- |
| Alemanha Singles Chart      | 36      |
| Austrália Singles Chart     | 10      |
| Áustria Singles Chart       | 48      |
| Bélgica Ultratop 50 Singles | 22      |
| Dinamarca Singles Chart     | 10      |
| França Singles Chart        | 34      |
| Irlanda Singles Chart       | 9       |
| Itália Singles Chart        | 9       |
| Letônia Singles Chart       | 9       |
| Nova Zelândia Singles Chart | 1       |
| Suécia Singles Chart        | 14      |
| Suíça Singles Chart         | 25      |
| Reino Unido Single Chart    | 1       |

| Best Sellers de 2001        | Posição | Semanas (Top 100) |
| --------------------------- | ------- | ----------------- |
| Nova Zelândia Singles Chart | 15      | 22                |
| Reino Unido Singles Chart   | 45      | 11                |